# Velika Rasinjica
Velika Rasinjica – wieś w Chorwacji, w żupanii kopriwnicko-kriżewczyńskiej, w gminie Rasinja. W 2011 roku liczyła 17 mieszkańców.